# ねこらぶ
『ねこらぶ』は、米沢りかの少女漫画作品。白泉社の『LaLa DX』にて、2004年7月号から2006年5月号まで連載。

## あらすじ
- おじいちゃん猫の話を聞いて、自分の生きる場所を探す旅に出た子猫。誰かの役に立ちたいと彷徨った先に現れたのは、開館準備中の図書館。図書館を自分の生きる場所と決め、猫のいる図書館は開館した。

## 登場人物

### 図書館STAFF
キテ
4人兄弟。おじいちゃん猫の武勇伝を聞いて旅に出ることを決意。朝比奈の図書館で邪魔をしながらも朝比奈の助けとなる。自分の居場所を朝比奈図書館にすることを決意。図書館猫としてねずみの退治や来館者の案内、マスコット的癒しを提供したりと活躍する。
朝比奈（あさひな）
私設「町立朝比奈図書館」の館長兼司書。祖父の蔵書を引き継ぎ図書館を開館した。子供時代から家政婦がいる環境に育つ。一人で開館準備をしているときに、キテに散々邪魔されたが、開館当日、キテのおかげで多くの来館者が入ってきた。猫を飼ったことがないので、キテとのかかわり方が分からず寂しいと思っているが、本人は自分の気持ちに気づいていない。身長、185cm。
葉山（はやま）
パティシエ。料理担当。主にケーキやクッキーなどを提供する。ケーキ作りのために色々なジャンルの本を借りたため、朝比奈を混乱に陥れた。身長、195cm（朝比奈の目測）
鎌倉透（かまくら とおる）
バリスタ。飲み物担当。軟派。老若問わず女性好き。朝比奈のことを「あっくん」と呼んでいる。
- 「紅茶好きの女の子が多い」という理由で、なぜかコーヒーを入れる職であるバリスタになった。

## 単行本
2006年1月10日発行 ISBN 4-592-18895-0